# Valle de las Navas
Valle de las Navas és un municipi de la província de Burgos a la comunitat autònoma de Castella i Lleó. Forma part de la comarca d'Alfoz de Burgos. Inclou els nuclis de Rioseras, Tobes y Rahedo, Melgosa, Robredo-Temiño, Riocerezo, Temiño i Celada de la Torre.

## Demografia
| 1991 | 1996 | 2001 | 2004 |
| ---- | ---- | ---- | ---- |
| 673  | 635  | 626  | 620  |